# Сарганский хребет
 Сарганский хребет — горный хребет на Южном Урале. Находится на северо-востоке Бурзянского района Башкортостана.
Сарганский хребет Южного (Башкирского) Урала протянулся по меридиану в междуречье рек Кага и Узян (Южный Узян). Входит в состав Башкирского заповедника.
Длина — 11 км, ширина — 8 км. Максимальная высота — 944 м. Северная часть Сарганского хребта примыкает к хребту Ямангыр в его центральной части.
Хребет сложен из известняков, песчаников, доломитов, сланцев и других пород нижнего карбона.
Даёт начало многим рекам, преимущественно в бассейне реки Узян (Южный Узян).
Ландшафты — сосновые, берёзовые, лиственничные леса, горные степи.